# Korunková
Korunková (bis 1955 slowakisch Pucak – bis 1927 „Pucák“; ungarisch Pusztaháza – bis 1907 Pucák, älter auch Pucákfalva) ist eine Gemeinde im Nordosten der Slowakei mit 59 Einwohnern (Stand 31. Dezember 2024), die zum Okres Stropkov, einem Kreis des Prešovský kraj gehört.

## Geographie

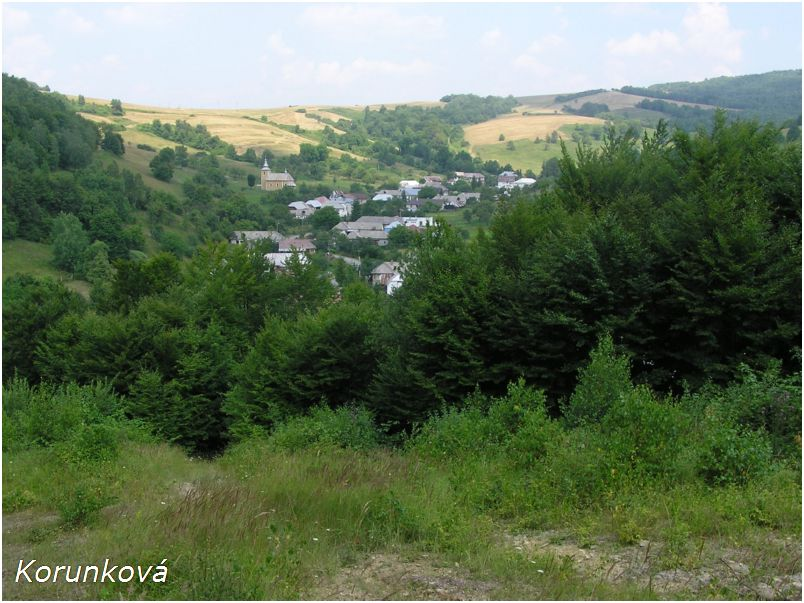
Korunková

Die Gemeinde befindet sich in den Niederen Beskiden im Bergland Ondavská vrchovina, am Bach Korunkovský potok, einem Zufluss von Brusnička im Einzugsgebiet der Ondava. Das Ortszentrum liegt auf einer Höhe von 265 m n.m. und ist 16 Kilometer von Stropkov entfernt (Straßenentfernung).
Nachbargemeinden sind Soľník im Nordwesten und Norden, Varechovce im Nordosten, Repejov im Osten, Závada im Südosten, Kolbovce im Süden, Stropkov im Südwesten sowie Vojtovce und Potôčky im Westen.

## Geschichte
Korunková wurde zum ersten Mal 1408 als Puczagshaw schriftlich erwähnt, weitere historische Bezeichnungen sind unter anderen Puczarhavv (1410), Puczayhaw, Puczak (1430), Puczaak (1454) und Pucákowce (1808). Der ursprüngliche Name weist auf eine Gründung nach deutschem Recht hin, der erste Schultheiß hieß Pucák. Das Dorf war bis zum 18. Jahrhundert Teil der Herrschaft von Stropkov, im 18. und 19. Jahrhundert war es Besitz der Familien Bernáth und Petróczy. 1598 wurden 15 Porta verzeichnet, 1720 gab es eine Mühle und sechs Haushalte. 1787 hatte die Ortschaft 46 Häuser und 324 Einwohner, 1828 zählte man 53 Häuser und 402 Einwohner, die als Waldarbeiter tätig waren.
Bis 1918 gehörte der im Komitat Semplin liegende Ort zum Königreich Ungarn und kam danach zur Tschechoslowakei beziehungsweise heute Slowakei. In der Zeit der ersten tschechoslowakischen Republik war Weberei im Ort verbreitet. Während des Zweiten Weltkriegs führten Partisanen im Herbst 1944 Gefechte in der Gegend. Nach dem Zweiten Weltkrieg pendelte ein Teil der Einwohner zur Arbeit in Industriebetriebe in Stropkov, Svidník sowie im tschechischen Landesteil der Tschechoslowakei, die Landwirte waren privat organisiert.

## Bevölkerung
| Jahr                | 1994 | 2004     | 2014 | 2024     |
| ------------------- | ---- | -------- | ---- | -------- |
| Anzahl der Personen | 120  | 100      | 93   | 59       |
| Unterschied         |      | −16,66 % | −7 % | −36,55 % |

| Jahr                | 2023 | 2024 |
| ------------------- | ---- | ---- |
| Anzahl der Personen | 59   | 59   |
| Unterschied         |      | +0 % |

Nach der Volkszählung 2011 wohnten in Korunková 77 Einwohner, davon 48 Slowaken, 22 Russinen und ein Tscheche. Sechs Einwohner machten keine Angabe zur Ethnie. 
64 Einwohner bekannten sich zur griechisch-katholischen Kirche und vier Einwohner zur römisch-katholischen Kirche. Ein Einwohner war konfessionslos und bei acht Einwohnern wurde die Konfession nicht ermittelt.

## Bauwerke und Denkmäler
- griechisch-katholische Demetrioskirche im barock-klassizistischen Stil aus dem Jahr 1776, 1930 erneuert[6]

## Verkehr
Nach Korunková führt nur die Cesta III. triedy 3578 („Straße 3. Ordnung“) als Abzweig der Cesta III. triedy 3778 von Kolbovce nach Soľník.